# 562
562 (DLXII) var ett normalår som började en söndag i den julianska kalendern.

## Händelser

### Okänt datum
- Den frankiske kungen Sigibert I slår tillbaka diverse anfall från barbarer.

## Avlidna
- Xuan av Västra Liang, kinesisk kejsare.